# Cuacuauhpitzáhuac
Cuacuauhpitzáhuac (del náhuatl: Cuacuahuitl, "cuerno"; pitzahuac, "delgado") según algunas fuentes se considera el primer Tlatoani (gobernante) del altépetl de Tlatelolco. Fue originario de la casa real tepaneca de Azcapotzalco por parte de su madre (según la versión Tlatelolco), Moxotzin, al igual que su predecesor y tío, Epcoatzin. Su padre fue el Acolmiztli, soberano de Coatlichan. 
Las fuentes que sirven para conocer la nobleza tlatelolca no son de ninguna manera concordantes, incluso en ocasiones una misma crónica es inconsistente, tal es el caso de Anales de Tlatelolco. De aquí se desprende que las conclusiones de Barlow son apresuradas y erróneas, y que por desgracia a partir de entonces los investigadores las han aceptado ciegamente.
La obra del cronista Ixtlilxochitl plantea una conexión muy antigua entre los acolhuas y los tepanecas, es el matrimonio entre la hija de Xolotl de nombre Cuetlaxxochitzin que se casa con Acolhua (entiéndase Acolnahuacatl) padre de Tezozómoc y también padre de Epcoatzin quien inicia el linaje en Tlatelolco. Este último se casa con Chichimecacihuatzin y procrean a Cuacuauhpitzahuac. Pero esta conexión cronológicamente es imposible, pues Xolotl nació en 1130.
Mientras que en Historia de la Nación Chichimeca Cuacuauhpitzahuac solo tiene tres hijos; Tlacatéotl, Amantzin y Matlalatzin quien será desposada por Chimalpopoca de Tenochtitlan; en Anales de Tlatelolco se casa con Acxocueitl, hija de Acolmiztli de Coatlichan, declarando que sus hijos son:
- Tlacateotzin,
- Yaocuixtli,
- Tezozomoctli,
- Xiuhcoyolmaquiztli, (se casa en Quecholac)
- Atotoztli, (se casa en Totomihuacan)
- Epcoatzin,
- Huacaltzintli (se casa con Itzcoatl)
- Matlal(a)tzin. (se casa en Totomihuacan)

En este documento también se establece el interés por emparentar con los acolhuas, pues Tlacateotzin se casa con Chalchiuhtoxochitzin, hija de Xaquintzin (hermano de Acxocueitl) y por tanto nieta de Acolmiztli.
Su gobierno duró de 1379 hasta su muerte en 1418, durante su regencia México-Tlatelolco disputó varias guerras con ciudades vecinas en donde tuvieron un papel destacado, al grado de que el tlatoani de Azcapotzalco, Tezozómoc, a quien estaban sometidos, les permitió cobrar tributo y establecer nexos sanguíneos con algunos pueblos fuera de la cuenca de México, como Cuauhtinchan, Quechollac y Totomihuacan. 
Durante su gobierno también tuvo su origen el mercado de Tlatelolco, que aunque en esos años se comerciaba con solo tres productos, las plumas cuezalin, plumas de cuitlatexotli y plumas de chamolli, llegaría a ser el centro comercial más importante del altiplano central.